# 140 Pułk Piechoty (Imperium Rosyjskie)
140 pułk piechoty (ros. 140-й пехотный Зарайский полк) – oddział piechoty armii Imperium Rosyjskiego.

## Charakterystyka
Sformowany w 1798. Stacjonował między innymi w m. Skopin.

 W przededniu I wojny światowej pułk etatowo posiadał cztery bataliony po cztery kompanie oraz kompanię tyłową. Kompania piechoty czasu wojny liczyła około 240 żołnierzy i 4–5 oficerów. Na szczeblu pułku występował także pododdział karabinów maszynowych (8 km), łączności (w tym 14 konnych gońców i 21 telefonistów) i zwiadowczy (64 zwiadowców, w tym 4 kolarzy). W sumie pułk liczył około 4000 żołnierzy.

W  lipcu 1914, na bazie zalążków wydzielonych z pułku, w ramach 2 fali mobilizacyjnej, sformowany został rezerwowy 288 pułk piechoty.

140 pułk piechoty rozformowany został w 1918.

## Podporządkowanie
Lipiec 1914:
- 17 Korpus Armijny – Moskwa[8]
  - 35 Dywizja Piechoty – Riazań
    - 2 Brygada Piechoty – Jegorjewsk
      - 140 pułk piechoty – Skopin